# Stara Kamienica
Pour la gmina, voir Stara Kamienica (gmina).
Stara Kamienica est une localité polonaise et siège de la gmina de Stara Kamienica, située dans le powiat de Jelenia Góra en voïvodie de Basse-Silésie.